# Ajn Bassam
Ajn Bassam – miasto w Algierii, w wilajecie Al-Buwajra. W 2013 roku liczyło 29,5 tys. mieszkańców.